# Porozumienie w Charlottetown
Porozumienie w Charlottetown (ang. Charlottetown Accord, fr. Accord de Charlottetown), wprowadzające pakiet poprawek do kanadyjskiej konstytucji, zostało zawarte między kanadyjskim rządem federalnym i rządami kanadyjskich prowincji w 1992. Poprawki te nie zostały jednak zatwierdzone w referendum powszechnym przeprowadzonym 26 października 1992 i nigdy nie weszły w życie.